# Drew Bagnall
Drew Bagnall, född 26 oktober 1983, är en kanadensisk professionell ishockeyspelare som spelar inom NHL–organisationen Buffalo Sabres. Han har tidigare spelat på NHL–nivå för Minnesota Wild.
Bagnall draftades i sjätte rundan i 2003 års draft av Dallas Stars som 195:e spelare totalt.